# Osmia versicolor
Osmia versicolor är en biart som beskrevs av Pierre André Latreille 1811. Osmia versicolor ingår i släktet murarbin, och familjen buksamlarbin.

## Underarter
Arten delas in i följande underarter:
- O. v. corrusca
- O. v. versicolor
- O. v. viricephalica